# 炫邁
炫邁（英語：Stride）是亿滋国际旗下吉百利创立的无糖口香糖品牌。
2006年，炫邁口香糖在糖果博览会（All Candy Expo）上首次亮相。炫邁口香糖最終于2007年1月正式推出。

## 銷售國家
- 美国
- 加拿大
- 中国